# Roc des Cases
El Roc des Cases és una roca i una cinglera del terme municipal de Conca de Dalt, a l'antic terme d'Hortoneda de la Conca, al Pallars Jussà, en territori del poble d'Hortoneda.
Es troba al nord d'Hortoneda, al nord de la Roca Roia, a llevant de l'Obaga de Montgai. És al nord-est del Fener i al nord de la Roca de Seguers, a l'esquerra de la llau de Catxí i a ponent del territori d'Eroles. Forma part de la Roca de l'Abeller de Carrutxo.